# Nicerus gervaisi
Nicerus gervaisi är en insektsart som beskrevs av Longinos Navás 1912. 
Nicerus gervaisi ingår i släktet Nicerus, och familjen Ascalaphidae. Inga underarter finns listade i Catalogue of Life.